# Poienari
Poienari es una comuna ubicada en el distrito de Neamț, Rumania.

## Superficie
Posee una superficie de 34,74 kilómetros cuadrados.

## Demografía
Hasta 2021 la población era de 1374 habitantes, con una densidad de población de 39,55 habitantes por kilómetro cuadrado.